# Aeroporto de Sobral
O Aeroporto Regional de Sobral – Luciano de Arruda Coelho (IATA: JSO, ICAO: SN6L) é um aeroporto público regional que atende a Região Metropolitana de Sobral. Está situado na região Norte do Ceará, a 235 quilômetros da capital cearense, Fortaleza, na cidade de Sobral, ocupando uma área total de 180 hectares.
Inaugurado no dia 1º de abril de 2022, o novo Aeroporto Regional de Sobral, localizado em área a 13 quilômetros da zona urbana da cidade, substituiu o antigo Aeródromo Público de Sobral, que devido a sua localização dentro da área urbana do município não tinha mais possibilidades de expansão.

## Histórico
Em setembro de 2015, a então Secretaria de Aviação Civil (SAC) anunciou que o município de Sobral deveria receber um novo aeroporto Regional. De acordo com a secretaria, o antigo Aeródromo Público de Sobral, localizado dentro do perímetro urbano da cidade, não poderia ser reformado ou ampliado porque os custos financeiros e sociais seriam maiores do que a construção de um novo aeroporto, já que implicaria em desapropriações de bairros no entorno do antigo terminal. Deste modo, o projeto entrou em fase de estudo da viabilidade técnica, com análise da topografia local para definir o tamanho e porte do terminal.
Em agosto de 2020 foi assinado o contrato para a construção do novo aeroporto, situada em uma área a 13 quilômetros da zona urbana da cidade, permitindo espaço para eventuais expansões futuras. Essa primeira fase, constituiu a construção da pista de pousos e decolagens, de 1.800 metros de extensão, mas já com previsão de possibilidade de expansão, caso seja necessário, bem como áreas de acesso e pátio de manobras.
Em novembro do mesmo ano, pouco mais de dois meses depois o inicio das obras da primeira fase, ocorreu o lançamento da licitação para construção do terminal de passageiros.
No dia 1º de Abril de 2022, o novo Aeroporto Regional de Sobral é oficialmente inaugurado, em solenidade com a presença de várias autoridades locais e estaduais, pelo Governo do Ceará, por meio da Secretaria Estadual da Infraestrutura (Seinfra).
Com a inauguração do novo equipamento, o antigo Aeródromo Público de Sobral iniciou um processo de desativação. Para isso, foi necessário um período de adaptação e de transição. Com a entrada em operação do novo aeroporto, a área do antigo aeródromo começou a integrada à malha urbana de Sobral. Nesse sentido, o Governo do Ceará e a Prefeitura de Sobral elaboraram um plano de reutilização dos 17,3 hectares. O objetivo é colaborar na promoção da integração do espaço do aeroporto antigo à cidade, através de uma ocupação ordenada.
Em janeiro de 2023 o aeroporto recebeu a homologação da Agência Nacional de Aviação Civil (ANAC), tornando-se apto para receber voos. O documento de homologação permitiu a abertura do tráfego aéreo no local.
Já no dia 27 de fevereiro de 2023 o equipamento recebeu seu primeiro voo comercial, integrante da rota regional da Azul Linhas Aéreas. Com certificação para receber voos comerciais homologada pela Agência Nacional de Aviação Civil (ANAC), o Aeroporto Luciano de Arruda Coelho passou a contar com frequências da companhia aérea três vezes por semana, fazendo ligação com a capital cearense, Fortaleza.

## Características
Instalado numa área de 180 hectares, o Aeroporto Regional de Sobral conta com pista de pouso e decolagem de 1.800m de extensão por 30m de largura, possuindo capacidade para receber aeronaves de porte médio.
O equipamento também possui estacionamento, pátio de aeronaves, pistas de taxiamento, balizamento noturno e um Terminal de Passageiros, com área construída de 2 mil m². Para o conforto de profissionais e passageiros, o terminal dispõe de salas de espera, embarque e desembarque, administração, balcões de check-in, controle de voo, além de banheiros e espaço para quiosques e lanchonete.